# Zorochros demustoides
Zorochros demustoides é uma espécie de inseto coleópteros polífagos pertencente à família Elateridae.
A autoridade científica da espécie é Herbst, tendo sido descrita no ano de 1806.
Trata-se de uma espécie presente no território português.